# Liste des édifices labellisés « Patrimoine du XXe siècle » de la Loire
La liste des édifices labellisés « Patrimoine du xxe siècle » de la Loire recense les édifices ayant reçu le label « Patrimoine du xxe siècle » dans la Loire en France. Au 27 mai 2013, ils sont au nombre de trente-huit dans le département dont vingt à Saint-Étienne.
- Pour les édifices labellisés « Patrimoine du XXe siècle » de la commune de Saint-Étienne, voir la Liste des édifices labellisés « Patrimoine du XXe siècle » de Saint-Étienne.

## Liste
| Monument                                   | Commune                 | Adresse                          | Coordonnées                      | Notice         | Protection             | Date           | Illustration               |
| ------------------------------------------ | ----------------------- | -------------------------------- | -------------------------------- | -------------- | ---------------------- | -------------- | -------------------------- |
| Station-service Total                      | Andrézieux-Bouthéon     | Avenue de Saint-Etienne          | 45° 31′ 35″ nord, 4° 15′ 34″ est |                |                        | 3 octobre 2007 | Image manquante Téléverser |
| Église Notre-Dame de Cotatay               | Le Chambon-Feugerolles  | 2, rue de la Chapelle            | 45° 23′ 55″ nord, 4° 20′ 58″ est |                |                        | 10 mars 2003   | Image manquante Téléverser |
| Usine Fléchet (chapellerie)                | Chazelles-sur-Lyon      | Rue Martouret, rue de la Liberté | 45° 38′ 19″ nord, 4° 23′ 42″ est |                | Inscrit MH (1999)      | 10 mars 2003   | Usine Fléchet(chapellerie) |
| Lotissement rue Émile-Zola et rue Voltaire | Feurs                   |                                  | à géolocaliser                   |                |                        | 10 mars 2003   | Image manquante Téléverser |
| Cité                                       | Firminy                 |                                  | à géolocaliser                   |                |                        | 10 mars 2003   | Image manquante Téléverser |
| Église Saint-Pierre                        | Firminy                 |                                  | 45° 23′ 01″ nord, 4° 17′ 10″ est |                | Classé MH (1996, 2012) | 10 mars 2003   | Église Saint-Pierre        |
| Unité d'habitation                         | Firminy                 |                                  | 45° 22′ 40″ nord, 4° 16′ 53″ est |                | Classé MH (1993, 2010) | 10 mars 2003   | Image manquante Téléverser |
| Maison de la culture                       | Firminy                 |                                  | 45° 23′ 00″ nord, 4° 17′ 21″ est |                | Classé MH (1984)       | 10 mars 2003   | Image manquante Téléverser |
| Stade                                      | Firminy                 |                                  | 45° 23′ 00″ nord, 4° 17′ 17″ est |                | Classé MH (1984)       | 10 mars 2003   | Stade                      |
| Piscine                                    | Firminy                 |                                  | 45° 23′ 03″ nord, 4° 17′ 13″ est |                | Inscrit MH (2005)      | 14 mai 2012    | Piscine                    |
| Puits des Combes                           | La Ricamarie            | Les Maures                       | à géolocaliser                   |                | Inscrit MH (2003)      | 10 mars 2003   | Puits des Combes           |
| Immeuble 14 rue Baulieu                    | Roanne                  | 14, rue Baulieu                  | 46° 02′ 05″ nord, 4° 04′ 06″ est |                | Inscrit MH (1989)      | 10 mars 2003   | Image manquante Téléverser |
| Maison située boulevard de Belgique        | Roanne                  |                                  | à géolocaliser                   |                |                        | 3 octobre 2007 | Image manquante Téléverser |
| Villa du Pouay                             | Saint-Chamond           |                                  | à géolocaliser                   |                |                        | 10 mars 2003   | Image manquante Téléverser |
| Monument Jacquard                          | Saint-Étienne           | Place Jacquard                   | 45° 26′ 30″ nord, 4° 22′ 55″ est | « PA42000048 » | Inscrit                | 2016           | Monument Jacquard          |
| Monument aux morts                         | Saint-Martin-d'Estréaux |                                  | à géolocaliser                   |                | Inscrit MH (1989)      | 10 mars 2003   | Image manquante Téléverser |
| Moulin Suc                                 | Soleymieux              | Le Pont                          | à géolocaliser                   |                | Inscrit MH (2007)      | 10 mars 2003   | Image manquante Téléverser |
| Hôtel de ville                             | Unieux                  | place Charles-Crouzet            | à géolocaliser                   | « EA42141225 » |                        | 10 mars 2003   | Image manquante Téléverser |
| Tour de trempe de l'usine Verdié           | Unieux                  |                                  | à géolocaliser                   |                |                        | 10 mars 2003   | Image manquante Téléverser |

## Source
- [PDF] « Label patrimoine du XXe siècle Région Rhône-Alpes », sur culturecommunication.gouv.fr, 27 mai 2013